# Болохово
Болохово (рус. Болохово) град је у Русији у Тулској области. Према попису становништва из 2010. у граду је живело 9622 становника.

## Становништво
| 1939.  | 1959. | 1970.  | 1979.  | 1989.  | 2002.  | 2010. |
| ------ | ----- | ------ | ------ | ------ | ------ | ----- |
| 12.700 | 8.295 | 10.985 | 11.122 | 11.787 | 10.364 | 9.622 |